# Красуха (Малышевское сельское поселение)
Красуха — деревня в Максатихинском районе Тверской области. Входит в состав Малышевского сельского поселения.

## География
Находится в северо-восточной части Тверской области на расстоянии приблизительно 9 км по прямой на запад-юго-запад от районного центра поселка Максатиха на правом берегу речки Волчина.

## История
Деревня была отмечена еще на карте 1825 года. В 1859 году здесь (тогда деревня Бежецкого уезда Тверской губернии) было учтено 14 дворов, в 1940 — 24.

## Население
Численность населения: 25 человек (1859 год), 5 (русские 100 %) в 2002 году, 11 в 2010.